# Paulius Dambrauskas
Paulius Dambrauskas (Vilnius, 16 dicembre 1991) è un cestista lituano.

## Carriera
Dal 2011 al 2016 ha militato nel Lietuvos Rytas. Ha disputato i FIBA EuroBasket Under 20 del 2010 e del 2011 con la nazionale lituana di categoria.